# Lill-Tuvtjärnen
Lill-Tuvtjärnen är en sjö i Norsjö kommun i Västerbotten och ingår i Skellefteälvens huvudavrinningsområde.